# Materiał
Materiał – słowo wieloznaczne. W najbardziej ogólnym sensie jest to surowiec w postaci pierwotnej lub częściowo przetworzony, z którego wytwarza się produkty.
W języku potocznym nazwą tą określa się tkaniny. W dziedzinie naukowo-technicznej nazywanej badaniami materiałowymi materiał definiuje się jako każdą substancję, z której zrobione są analizowane wyroby. Wyróżnia się materiały konstrukcyjne, czyli takie, które wykorzystuje się do budowy urządzeń zwielokrotniających siłę ludzkich mięśni, oraz materiały funkcjonalne, stosowane do budowy urządzeń zwielokrotniających działanie ludzkiego umysłu.

## Przykłady
- W przemyśle i zarządzaniu materiał to to, co wchodzi do procesu produkcji. Materiały w tym sensie dzieli się na materiały surowe i częściowo przetworzone, czyli półprodukty
- w rachunkowości materiały należą do aktywów obrotowych, są zapasami, i dzielą się na:
  - materiały podstawowe,
  - materiały pomocnicze,
  - paliwa,
  - części zamienne maszyn i urządzeń,
  - opakowania,
  - odpady,
  - inwentarz żywy.
- W botanice materiałem zapasowym są substancje gromadzone i zużywane przez roślinę na poszczególnych etapach rozwoju.
- W przemyśle tekstylnym materiałami są:
  - włókno – surowiec do produkcji przędz i nici
  - przędza – półprodukt do produkcji tkanin, dzianin, włóknin itp.
- w przemyśle odzieżowym materiały czyli tekstylia to: tkaniny, dzianiny, włókniny, które są półproduktami do produkcji odzieży.

## Klasy materiałów
- tkaniny
- metale
- półprzewodniki
- tworzywa sztuczne
- tworzywa naturalne
- minerały
- ceramika
- nanomateriały